# Platypepla
Platypepla là một chi bướm đêm thuộc họ Geometridae.